# MTV Plus
MTV Plus foi um canal grego de televisão aberta, de propriedade da Viacom. Também foi distribuído na Itália de 17 de maio de 2010 a 1 de março de 2011, quando foi substituído pela MTV Music.

## História
O canal foi lançado na Grécia em 18 de outubro de 2009. A sua festa de inauguração foi realizada Vogue Club em Salonica em 17 de Dezembro de 2009, com a participação da banda britânica Freemasons e de algumas bandas gregas como C Real e Stavento. A MTV+ estava disponível na TDT em Salonica, norte da Grécia. Sua programação era semelhante à de seu canal irmão MTV Grécia. A versão grega foi encerrada em 12 de dezembro de 2011, substituída pela Nickelodeon Plus.

### Lançamento na Itália
O canal grego começou a ser distribuído na Itália em maio de 2010 e na Sky Italia em 18 de outubro de 2010. Ela fechou em 1º de março de 2011, substituída pela MTV Music.

## Logotipos anteriores

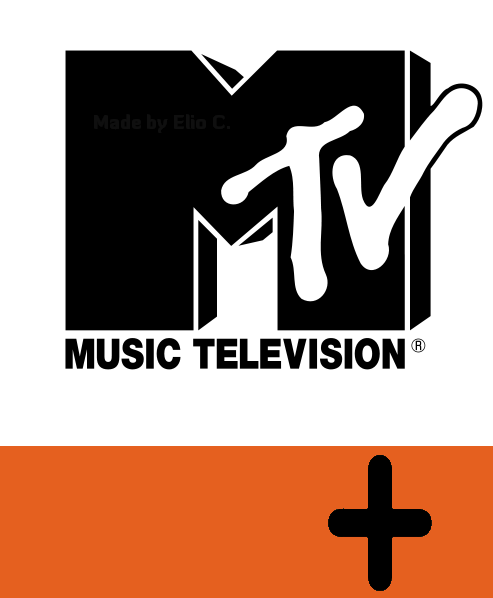
Versão utilizada na Grécia.
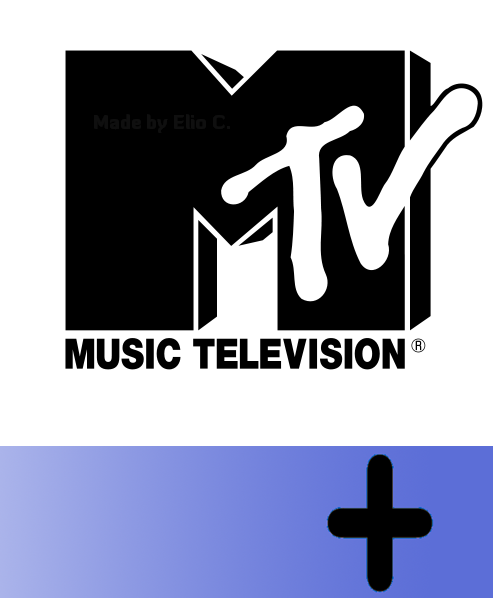
Versão utilizada na Itália.